# Traidenis
Traidenis (Poolse: Trojden, Wit-Russisch: Трайдзень, Trajdzen) († 1282) was de vorst van Litouwen van 1269-70 tot 1282. 
Zijn bewind eindigde een onrustperiode van zeven jaar na de moord op Mindaugas in 1263. Volgens de 15-16e-eeuwse Litouwse Kronieken zou Traidenis afstammen van een van de Ruriken van het vorstendom Polotsk, welke in de 12e eeuw door Mstislav I van Kiev naar het Byzantijnse Rijk was verbannen. Erg betrouwbaar zijn deze kronieken echter niet.
Traidenis breidde het vorstendom uit tot het grondgebied van de Sudoviërs en Semgallen en versterkte zijn invloed in Zwart-Roethenië. In tegenstelling tot Mindaugas richtte hij zich minder op uitbreiding naar het oosten.
De omstandigheden waarin Traidenis aan de macht kwam, zijn niet duidelijk. Zijn voorouders zijn onbekend, maar het is waarschijnlijk dat hij uit Aukštaitija kwam, aangezien hij hertog van Kernavė was. Omdat hij Sjvarn, vorst van Galicië-Wolynië, als heerser van Litouwen opvolgde, waren zijn relaties met Galicië-Wolynië van meet af aan gespannen. De spanning resulteerde uiteindelijk in 1274-1276 tot oorlog. Ondanks Tataarse steun aan Galicië-Wolynië was Traidenis succesvol in de strijd en zijn controle over Zwart-Roethenië (Navahroedak, Grodno, Slonim en andere steden) werd versterkt. Traidenis deed tot 1306 ook invallen in Polen, vooral in de omgeving van Lublin en Łęczyca. Mazovië werd hierbij gespaard wegens het huwelijk van Traidenis dochter Gaudemunda met hertog Boleslaus II van Mazovië.
De heidense Traidenis was ook succesvol in de strijd tegen de Lijflandse Orde. In 1270 won hij de Slag bij Karuse, op het ijs in de buurt van Saaremaa gevochten, en doodde Otto van Lutterberg, meester van de Orde. Een nieuwe meester, Andreas van Westfalen, zocht wraak, maar werd ook door Traidenis gedood. Daarop viel de Orde in 1272 Semgallen binnen, en in 1273 bouwde ze het kasteel van Daugavpils op land nominaal gecontroleerd door Traidenis. Ondanks het gebruik van vier belegeringswapens om stenen te gooien, was Traidenis niet in staat om de nieuwe vesting te veroveren en moest zich in 1278 terugtrekken. 
In 1279 viel de Orde de Litouwse landen binnen, waarbij ze Kernavė bereikte. Op de terugweg leed ze echter een grote nederlaag in de Slag bij Aizkraukle. De ordensmeester Ernst van Rassburg werd als derde meester gedood door Traidenis. Deze nederlaag moedigde de Semgallen aan tot rebellie. De Semgallen, geleid door Nemeitis, waren nu bereid de Litouwse heerschappij te erkennen en vroegen Traidenis om hulp. In 1281 veroverde Traidenis het fort van Jersika, wat hij toen kon ruilen voor Daugavpils. Traidenis stierf kort daarop, en de Semgallen verloren de Litouwse hulp.
Traidenis was de eerst bekende Litouwse vorst die een natuurlijke dood stierf. Alle anderen voor hem werden vermoord of gedood in de strijd.

## In populaire media
De Letse acteur Juris Žagars portretteerde Traidenis in de film The Pagan King.